# João Varela (Cabo Verde)
João Varela é uma aldeia na ilha do Santiago, em Cabo Verde.  Localiza-se 10 km nordoeste do capital nacional de Cabo Verde, Praia.

## Vilas próximas ou limítrofes
- Rui Vaz, norte
- São Domingos, este-nordeste
- São Francisco, este
- Praia, sudeste
- Cidade Velha, sul
- Porto Gouveia, sudoeste
- Santa Ana, oeste

| Ilha de Santiago |
| --- |
| Cidades, vilas e aldeias Achada \| Achada Banana \| \|Achada Fazenda \| Achadinha de Baixo \| Água do Gato \| Assomada \| Boa Entrada \| Calheta de São Miguel \| Cancelo \| Chão Bom \| Cidade Velha \| Figueira da Naus \| João Varela \| Mangue de Setes Ribeiras \| Milho Branco \| Pedra Badejo \| Pico \| Porto Formoso \| Porto Gouveia \| Porto Mosquito \| Porto Rincão \| Praia \| Principal \| Ribeira da Barca \| Ribeira da Prata \| Rui Vaz \| Santa Ana \| São Domingos \| São Francisco \| São Jorge dos Órgãos \| Tarrafal \| João Teves \| Trás os Montes |
| Cabo Verde \| Sotavento \| Santiago |